# Pierre Virion
Pierre Virion (Parigi, 1899 – 27 marzo 1988) è stato un giornalista e scrittore francese, noto per le sue posizioni di teorie di complotto.

## Biografia
Virion ha aiutato il presbitero Ernest Jouin nella rivista internazionale Revue internationale des sociétés secrètes sotto gli pseudonimi di "J. Boicherot" e "LEFRANCOIS" e i  giornali Le Corporatisme, Aspects de la France, La Pensée Catholique, Écrits de Paris y Les Amis de Jeanne d'Arc.
Ha fondato l'Association des Amis Universelle de Jeanne d'Arc con il generale Maxime Weygand.

## Pubblicazioni
In francese
- Bientôt un gouvernement mondial, une super et contre Eglise?, Paris, Téqui, 1967.
- Le mystère d'iniquité, Paris, Téqui.
- La Banque et le régime corporatif
- Le Complot, les forces occultes, Saint-Remi, ISBN 978-2-84519-365-9
- Le Christ qui est roi de France, Téqui, 2009 ISBN 2-85244-393-7 Texte en ligne
- L'Obéissance à l'Église: Le procès de Jeanne d'Arc continue?, Association universelle des amis de Jeanne d'Arc.
- Civilisation notre bien commun
- Le Nouvel ordre du monde, Téqui, ISBN 978-2-85244-000-5
- Jeanne en son temps conférence faite en 1956 à Orléans. Jeanne en notre temps : Conférence faite à Paris le 8 mai 1957, Salon.
- La Franc-maçonnerie et la socialisation de l'enfant, Conférence donnée par la Ligue franc-catholique.
- Les Forces Occultes Dans Le Monde Moderne, 1965.
- L´Europe après sa dernière chance, son destin, Téqui, 1984

In spagnolo
- La Masoneria Dentro de La Iglesia, Texte en ligne
- El Gobierno Mundial y La Contra-Iglesia, Texte en ligne